# Oblast Tambov
De oblast Tambov (Russisch: Тамбовская область, Tambovskaja oblast) is een oblast (bestuurlijke eenheid) van Rusland. De oblast ligt ongeveer halverwege tussen Moskou en Wolgograd en is een van de dunstbevolkte gebieden van Centraal-Rusland.
De oblast ligt in het Oka-Don-stroomgebied en wordt door de Tsna, een zijstroom van de Moksja, ontwaterd. Er heerst een gematigd landklimaat.
Machinebouw en chemische industrie zijn de belangrijkste economische sectoren. Op het platteland overheerst de veeteelt.
De hoofdstad Tambov heeft een kleine 300.000 inwoners. De op een na grootste stad is Mitsjoerinsk.

## Demografie
| 1897      | 1926      | 1939      | 1959      | 1970      | 1979      | 1989      | 2002      |
| --------- | --------- | --------- | --------- | --------- | --------- | --------- | --------- |
| 2.684.030 | 2.726.478 | 1.877.900 | 1.549.001 | 1.511.938 | 1.393.491 | 1.322.372 | 1.178.443 |